# Niccolò Leonico Tomeo
Niccolò Leonico Tomeo (latinizzato come Leonicus Thomaeus; in greco Νικόλαος Λεόνικος Θωμεύς; in albanese Νikolla Thomai; Venezia, 1º febbraio 1456 – Padova, 28 marzo 1531) è stato un accademico e docente veneziano, originario dell'Albania, professore di filosofia all'Università di Padova.
Tomeo succedette a Demetrio Calcondila divenendo il secondo professore ad avere una cattedra di greco a Padova.

## Biografia
Tomeo nacque a Venezia nel febbraio 1456 da una famiglia epirota originaria di Durazzo, all'epoca possedimento della Repubblica di Venezia). Fu inviato a Firenze, dove studiò filosofia e letteratura greca sotto la tutela del conterraneo Demetrio Calcondila. Nel 1497 l'Università di Padova nominò Tomeo come suo primo docente ufficiale sul testo greco di Aristotele. Nel 1504 venne eletto come successore di Giorgio Valla per la cattedra di greco a Venezia, ma poiché Tomeo non prese seriamente l'incarico, gli succedette nel 1512 Marco Musuro. Nel 1524 Tomeo pubblicò una raccolta di dialoghi filosofici in latino, il primo dei quali era intitolato Trophonius, sive De divinatione. Fu ammirato da studiosi come Erasmo per le sue capacità filologiche. Quando l'Università di Padova venne riaperta dopo la guerra della Lega di Cambrai, Tomeo vi insegnò fino alla sua morte, avvenuta il 28 marzo 1531.

## Opere
- Aristotelis Parva quae vocant Naturalia, Bernardino Vitali, Venezia 1523.
- Trophonius, sive, De divinatione, 1524.
- Bembo sive de immortalitate animae, 1524.
- Opuscula. Ex Venetiis, Bernardino Vitali, Venezia 1525.
  - Edizione in linea:  Nicolò Leonico Tomeo, Opuscula, Ex Venetiis, Bernardino Vitali, 1525. URL consultato il 18 giugno 2015.
- Conversio in Latinum atque explanatio primi libri Aristotelis de partibus animalium… nunc primum ex authoris archetypo in lucem aeditus.  G. Farri, Venezia 1540.

### Approfondimenti
- De Bellis, Daniela, Niccolò Leonico Tomeo interprete di Aristotele naturalista, in Physis: Rivista internazionale di storia della scienza, vol. 17, 1–2, 1975,  pp. 71-93.
- De Bellis, Daniela, La vita e l'ambiente di Niccolo Leonico Tomeo, in Quaderni per la storia dell'Universita di Padova, vol. 13, 1980,  pp. 37-75.
- De Bellis, Daniela, I veicoli dell'anima nell'analisi di Niccolo Leonico Tomeo, in Annali dell'Istituto di filosofia, Universita di Firenze, vol. 3, 1981,  pp. 1-21.
- Serena, A., Niccolò Leonico Tomeo, in Appunti Letterari, Rome, 1903,  pp. 5-32.